# 沃羅比奧韋 (大米海利夫卡區)
47°7′25″N 30°14′46″E / 47.12361°N 30.24611°E
沃羅比奧韋（烏克蘭語：Воробйове）是位於烏克蘭西南部的村莊，由敖德萨州贝雷济夫卡区的茲納姆揚卡市鎮負責管轄。該村始建於1961年，面積0.82平方公里，海拔高度29米，2001年人口275，人口密度每平方公里335.37人。